# Mus (slægt)
 For alternative betydninger, se Mus (flertydig). (Se også artikler, som begynder med Mus)
Mus (latin:Mus) er en slægt i musefamilien. Slægten omfatter 39 arter. Flere arter er tæt knyttet til mennesket, men der findes også arter som lever i skove.

## Udseende
Kropslængden ligger mellem 4,5 og 12,5 centimeter og dertil kommer halen som oftest er lige så lang. Arternes gennemsnitlige vægt ligger på omkring 30 gram. Individer i fangenskab bliver i visse tilfælde 60 gram. Små arter som Mus minutoides vejer blot 2,5 til 12 gram. Vilde mus er på oversiden grå eller brun og på bugen lysere grå-, brun- eller helt hvidlig. Af tamme mus findes et stort antal forskellige farvevarianter. Halen ser ved første øjekast ud til at være nøgen, men den er dækket med fine hår.

## Udbredelse og levested
Sandsynligvis fandtes arternes oprindelige udbredelsesområder i Afrika, i Sydeuropa og i de subtropiske og tropiske dele af Asien. Det antages at husmusen kommer fra Indien og at den siden spredte sig over hele jorden ved menneskets hjælp. Deres naturlige levested er skove eller savanner. Hovedparten er kulturfølgere og er specialiserede i at leve i nærheden af menneskets boliger. Udover husmusen er for eksempel afrikansk dværgmus og til en vis grad også Mus cervicolor og Mus caroli kulturfølgere.

## Levevis
Vilde arter af mus er hovedsageligt nataktive, mens kulturfølgere kan være aktive på alle tider af døgnet. Hvilestedet kan være naturlige hulheder som klippesprækker eller underjordiske gange som musen graver selv. Føden udgøres især af plantedele som frø, blade, rødder og stængler. Desuden æder mus insekter og andre hvirvelløse dyr. Mus der har tilpasset sig mennesket samler sædvanligvis forråd.
Ofte kan hunner parre sig flere gange om året. For hvert kuld fødes op til 14 unger. Hos husmusen varer drægtigheden 19 til 21 dage. Ungerne er ved fødslen blinde og nøgne. Pelsen udvikles i løbet af de første 10 dage og cirka 4 dage senere åbner de øjnene. Ungerne dier deres mor cirka tre uger og 5 til 7 uger efter fødslen bliver de kønsmodne.
Mus, der passes af mennesker, kan leve 2 til 3 år og enkelte individer kan blive 6 år gamle.

## Systematik
Arterne i slægten mus inddeles undertiden i fire underslægter:
- Underslægt Mus
  - Husmus, (Mus musculus), hele verden
  - Mus caroli, østlige og sydøstlige Asien
  - Mus cervicolor, Sydøstasien
  - Mus cookii, Sydøstasien
  - Mus booduga, Sydasien
  - Mus terricolor, Sydasien, også Mus dunni[3]
  - Mus spretus, vestlige Middelhavsområde
  - Mus macedonicus, Balkan, vestlige Asien
  - Mus spicilegus, nordlige Balkan
  - Cypriotisk mus (Mus cypriacus)
- Underslægt Pyromys
  - Mus platythrix, Indien
  - Mus saxicola, sydlige Asien
  - Mus phillipsi, Indien
  - Mus shortridgei, Sydøstasien
  - Mus fernandoni, Sri Lanka
- Underslægt  Coelomys
  - Mus mayori, Sri Lanka
  - Mus pahari, Sydøstasien
  - Mus crociduroides, Sumatra
  - Mus vulcani, Java
  - Mus famulus, sydlige Indien
- Underslægt Nannomys
  - Mus callewaerti, Congo, Angola
  - Mus setulosus, vestlige og centrale Afrika
  - Mus triton, østlige og centrale Afrika
  - Mus bufo, østafrika
  - Mus tenellus, Østafrika
  - Mus haussa, vestlige Sahel
  - Mus mattheyi, Ghana
  - Mus indutus, sydlige Afrika
  - Mus setzeri, Namibia, Botswana, Zambia
  - Mus musculoides, Afrika, syd for Sahara
  - Mus minutoides, sydlige Afrika
  - Mus orangiae, Sydafrika
  - Mus mahomet, Østafrika
  - Mus sorella, østlige og centrale Afrika
  - Mus kasaicus, Congo
  - Mus neavei, Østafrika
  - Mus oubanguii, Centralafrikanske republik
  - Mus goundae, Centralafrikanske republik
  - Mus baoulei, Elfenbenskysten, Guinea

### Trykte kilder
- Ronald M. Nowak: Walker's Mammals of the World. Johns Hopkins University Press, 1999 ISBN 0-8018-5789-9